# Gtkpod
gtkpod és un gestor d'arxius digitals lliure, pensat per a fer servir en els reproductors de la família iPod.
En essència és un clon de l'iTunes, per a sistemes GNU/Linux, que permet als ususaris d'aquest sistema operatiu gestionar els continguts del seu reproductor multimèdia.